# Saint-Vincent-Cramesnil
Saint-Vincent-Cramesnil er en kommune i departementet Seine-Maritime i Normandie regionen i det nordvestlige Frankrig.

## Geografi
En landsby præget af landbrug i Pays de Caux, ca. 20 km øst for Le Havre, hvor vejene D10 og D80 mødes. Den ligger på ruten for cykelløbet Tour de Normandie.

## Seværdigheder
- St.Vincent kirken fra det 12. århundrede.
- Château de Cramesnil sp, tilhører "du Douet de Graville" familien.
- CâtilIon chateau.
- To skoler med et klasseværelse.